# Phobocampe
Phobocampe is een geslacht van insecten uit de orde vliesvleugeligen (Hymenoptera) en de familie Ichneumonidae.

## Soorten
- P. aestiva Sedivy, 2004
- P. alticollis (Thomson, 1887)
- P. bicingulata (Gravenhorst, 1829)
- P. brumatae Horstmann, 2009
- P. clisiocampae (Weed, 1903)
- P. confusa (Thomson, 1887)
- P. coniferella (Roman, 1914)
- P. crassiuscula (Gravenhorst, 1829)
- P. croceipes (Marshall, 1876)
- P. elyi (Viereck, 1912)
- P. flavicincta (Thomson, 1887)
- P. flavipes (Provancher, 1874)
- P. geometrae (Ashmead, 1898)
- P. horstmanni Sedivy, 2004
- P. kochai Kusigemati, 1988
- P. largo (Viereck, 1925)
- P. luctuosa Schmiedeknecht, 1909
- P. lymantriae Gupta, 1983
- P. meridionator Aubert, 1964
- P. mexicana (Cameron, 1904)
- P. neglecta (Holmgren, 1860)
- P. nigra Sedivy, 2004
- P. pallida (Cushman, 1922)
- P. pallipes (Provancher, 1875)
- P. phalerodontae Kusigemati, 1993
- P. posticae (Sonan, 1929)
- P. pulchella (Thomson, 1887)
- P. pullata Ulbricht, 1910
- P. punctata Sedivy, 2004
- P. quercus Horstmann, 2008
- P. takeuchii Kusigemati, 1988
- P. tempestiva (Holmgren, 1860)
- P. unicincta (Gravenhorst, 1829)
- P. variabilis Sedivy, 2004
- P. yasumatsui Uchida, 1954